# دورسون‌آباد
دورسون‌آباد (همچنین درسون‌آباد یا درسن آباد)، روستایی از توابع بخش کهریزک شهرستان ری در استان تهران ایران است.

## جمعیت
این روستا در دهستان کهریزک قرار دارد و براساس سرشماری مرکز آمار ایران در سال ۱۳۸۵، جمعیت آن ۹۵۷ نفر (۲۳۲خانوار) بوده‌است.